# Ronald L. Rivest
Ronald L. Rivest (* 6. května 1947 Schenectady, New York, USA) je americký odborník v oblasti kryptografie. Působí jako profesor informatiky na Massachusettském technologickém institutu (MIT) v ústavu Informatiky a umělé inteligence.
Svá vysokoškolská studia absolvoval na univerzitě v Yale a na Stanfordově univerzitě. V Yale absolvoval bakalářské studium v oboru matematika, ve Stanfordu získal titul Ph.D. v oboru informatika.
Nejznámější výsledek jeho práce je z oblasti asymetrické kryptografie. Společně s Adim Šamirem a Lenem Adlemanem vytvořil systém asymetrické kryptografie, označovaný jako šifra RSA. Za tento objev získal v roce 2002 Turingovu cenu.
Zabývá se i symetrickým šifrováním. Je autorem algoritmů RC2, RC4, RC5 a spoluautorem algoritmu RC6. Písmena „RC“ označují termín „Rivest Cipher“ (Rivestova šifra) nebo „Ron’s Code“ (Ronův kód). (Poznámka: Algoritmus RC3 byl prolomen během tvorby RSA šifrování, RC1 zůstal pouze u nepublikované verze.) Rivest také vytvořil kryptografické hashovací funkce MD2, MD4 a MD5. V roce 2006 představil inovovaný elektronický volební systém (označovaný termínem ThreeBallot), který nezávisí pouze na šifrování, ale i na jiných algoritmech.
Je spoluautorem knihy Introduction to Algorithms, standardního učebního materiálu kurzů algoritmů.
Mimo svého působení na Massachusettském technologickém institutu je členem Národní akademie strojírenství, Akademie věd, komise EAC (Election Assistance Commission) a dalších vědeckých institucí. Patří mezi nejvýznamnější vědce ve svém oboru, o čemž svědčí mj. i čestný doktorát udělený na univerzitě v Římě.